# Neopalpa donaldtrumpi
Neopalpa donaldtrumpi — вид молей родини Gelechiidae, названий на честь президента США Дональда Трампа.

## Характеристики
Довжина передніх крил: самців 3.0–4.6 мм, самиць 4.3 мм. Передні крила загострені й темно-коричневі у верхній половині. Нижня половина жовта. Задні крила сильно бахромисті й мають білуватий колір. Груди білуваті. Голова з прозорими від жовтуватих до білястих лусочками і волосками.

## Поширення
Вид відомий з півдня Каліфорнії, США і Нижньої Каліфорнії, Мексика. Мешкає в сухих або піщаних місцях проживання. Життєвий цикл і рослини-господарі невідомі. Метелики були виявлені в лютому, квітні, червні та серпні біля штучних джерел світла.